# 山本吉兵衛 (実業家)
山本 吉兵衛（やまもと きちべえ、1918年4月7日 - 1984年10月12日）は、大阪府大阪市出身の実業家。資生堂社長を務めた。

## 経歴
1918年（大正7年）4月7日、大阪府大阪市に生まれる。1936年（昭和11年）に大阪市立扇町商業学校を卒業し、同年に資生堂へ入社。販売畑を歩み、宣伝部長、チェイン部長などを歴任した。1970年（昭和45年）8月に取締役に就任し、常務、専務と昇格すると、技術畑の人間である福原信和社長の右腕となった。1978年（昭和53年）2月末、創業者の孫である福原に代わって社長に就任した。
1981年（昭和56年）4月に藍綬褒章を受章した。1984年（昭和59年）10月12日、死去。66歳没。